# Jongsan-gu
Čtvrť Jongsan (korejsky 용산구; hanča 龍山區), též Jongsan-gu, je jedním z 25 gu (okresů), které tvoří město Soul v Jižní Koreji. Skládá se z 16 dongů (okrsků), celkem zaujímajících plochu 21,87 km2, na které v roce 2023 žilo 216 150 obyvatel. Nachází se zde známý vysílač a vyhlídková věž N Seoul Tower a od roku 2022 také rezidence prezidenta Jižní Koreje. V ulicích okrsku Itchewon se v roce 2022 odehrála hromadná tlačenice, která si vyžádala 159 obětí a dalších přibližně 150 zraněných.
Jongsan se nachází v centru města na severním břehu řeky Han. Sousedí s čtvrtěmi Čung-gu na severu, Mapcho-gu na západě, Jongdungpcho-gu a Tongdžak-gu na jihozápadě, Sočcho-gu a Kangnam-gu na jihovýchodě a Songdong-gu na východě.

## Doprava
Další informace v článku: Doprava v Soulu
Jongsan obsluhují linky soulského metra č. 1, 4 a 6. Nacházejí se zde také jedna z největších železničních nádraží v zemi, které je i obsluhováno vysokorychlostními vlaky Korea Train Express, provozované společností Korail, nádraží Jongsan a hlavní nádraží Soul.

## Pamětihodnosti
Největším lákadlem Jongsanu je vrch Namsan, kde se nachází 236 metrů vysoká televizní a vyhlídková věž N Seoul Tower, zvaná též Namsan Tower.
Nedaleko rezidence prezidenta se nachází Válečný památník Koreje, který byl otevřen v roce 1994 na místě bývalého velitelství armády na připomínku vojenské historii Koreje.